# Fred Mango
Fred Mango (* 26. Juni 1973 in Saint-Claude, Guadeloupe) ist ein ehemaliger französischer Leichtathlet aus Martinique, der sich auf den Sprint spezialisiert hat. Seinen größten Erfolg feierte er mit dem Gewinn der Bronzemedaille über 4-mal 400 Meter bei den Hallenweltmeisterschaften 1997.

## Sportliche Laufbahn
Erste internationale Erfahrungen sammelte Fred Mango im Jahr 1997, als er bei den Hallenweltmeisterschaften in Paris in 3:09,68 min gemeinsam mit Pierre-Marie Hilaire, Rodrigue Nordin und Loïc Lerouge auf Anhieb die Bronzemedaille hinter den Teams aus den Vereinigten Staaten und Jamaika gewann. Im Juni belegte er bei den Mittelmeerspielen in Bari in 46,69 s den vierten Platz im 400-Meter-Lauf und gewann mit der Staffel in 3:02,84 min die Silbermedaille hinter dem algerischen Team. Daraufhin belegte er mit der Staffel bei den Weltmeisterschaften in Athen in 3:01,06 min den fünften Platz. Im Jahr darauf schied er bei den Halleneuropameisterschaften in Valencia mit 47,67 s im Vorlauf über 400 Meter aus und im August kam er bei den Freilufteuropameisterschaften in Budapest mit 46,88 s ebenfalls nicht über den Vorlauf hinaus und ging mit der Staffel im Finale nicht mehr an den Start. 1999 schied er bei den Hallenweltmeisterschaften in Maebashi mit 47,06 s im Halbfinale über 400 Meter aus und belegte mit der Staffel in 3:06,37 min den sechsten Platz. Im August gelangte er bei den Freiluft-Weltmeisterschaften in Sevilla in 3:00,59 min auf den vierten Platz. 2001 gewann er bei den Spielen der Frankophonie in Ottawa in 3:06,27 min die Silbermedaille im Staffelbewerb hinter dem polnischen Team. 2006 beendete er seine aktive sportliche Karriere im Alter von 33 Jahren.
In den Jahren 1997 und 1999 wurde Mango französischer Hallenmeister im 400-Meter-Lauf.

## Persönliche Bestleistungen
- 200 Meter: 21,31 s (+1,0 m/s), 15. Juni 2012 in Nogent-sur-Oise
- 400 Meter: 45,73 s, 1. August 1999 in Niort
  - 400 Meter (Halle): 46,64 s, 5. März 1999 in Maebashi